# 星點木
星點木（学名：Dracaena surculosa）为天門冬科虎斑木屬下的一个种，又可稱為星斑千年木、吸枝龍血樹。

## 扩展阅读
- 維基物種上的相關：星點木